# Charles Montagu-Scott
Charles William Henry Montagu-Scott (24 mai 1772 – 20 avril 1819), 4e duc de Buccleuch et 6e duc de Queensberry à partir de 1812, comte de Dalkeith auparavant, est un grand propriétaire, joueur de cricket et homme politique tory britannique. Éduqué à Eton et Oxford, il est membre de la chambre des Communes de 1793 à 1807.
De 1812 à 1819, il est capitaine de la Royal Company of Archers.

## Famille
Charles William Henry Montagu-Scott est le quatrième enfant et le deuxième fils d'Henry Scott, 3e duc de Buccleuch et de Lady Elizabeth Montagu, fille de George Montagu, 1er duc de Montagu. Son frère aîné étant mort à deux mois lors d'une vaccination contre la variole, Charles est né héritier du duché de Buccleuch.
Le 24 mars 1795, il se marie avec Harriet Katherine Townshend, née en 1774, fille de Thomas Townshend (1er vicomte Sydney), avec laquelle il a sept enfants :
- George Henry Scott, Lord Scott de Whitchester (1798–1808) ;
- Lady Charlotte Albina Montagu-Scott (1799–1828). Épouse en 1822 James Stopford, 4e comte de Courtown ;
- Lady Isabella Mary Montagu-Scott (1805-1829). Épouse Peregrine Cust ;
- Walter Francis Montagu-Douglas-Scott, 5e duc de Buccleuch (1806–1884) ;
- Lord John Douglas Scott (1809–1860). Député de Roxburghshire de 1835 à 1837, épouse en 1836 Alicia Ann Spottiswoode.
- Lady Margaret Harriet Montagu-Douglas-Scott (1811–1846). Épouse en 1832 Charles Marsham, 3e comte de Romney.
- Harriet Janet Sarah Scott (1814-1870). Épouse le Révérend Edward Moore.